# Koryū Uchinādi

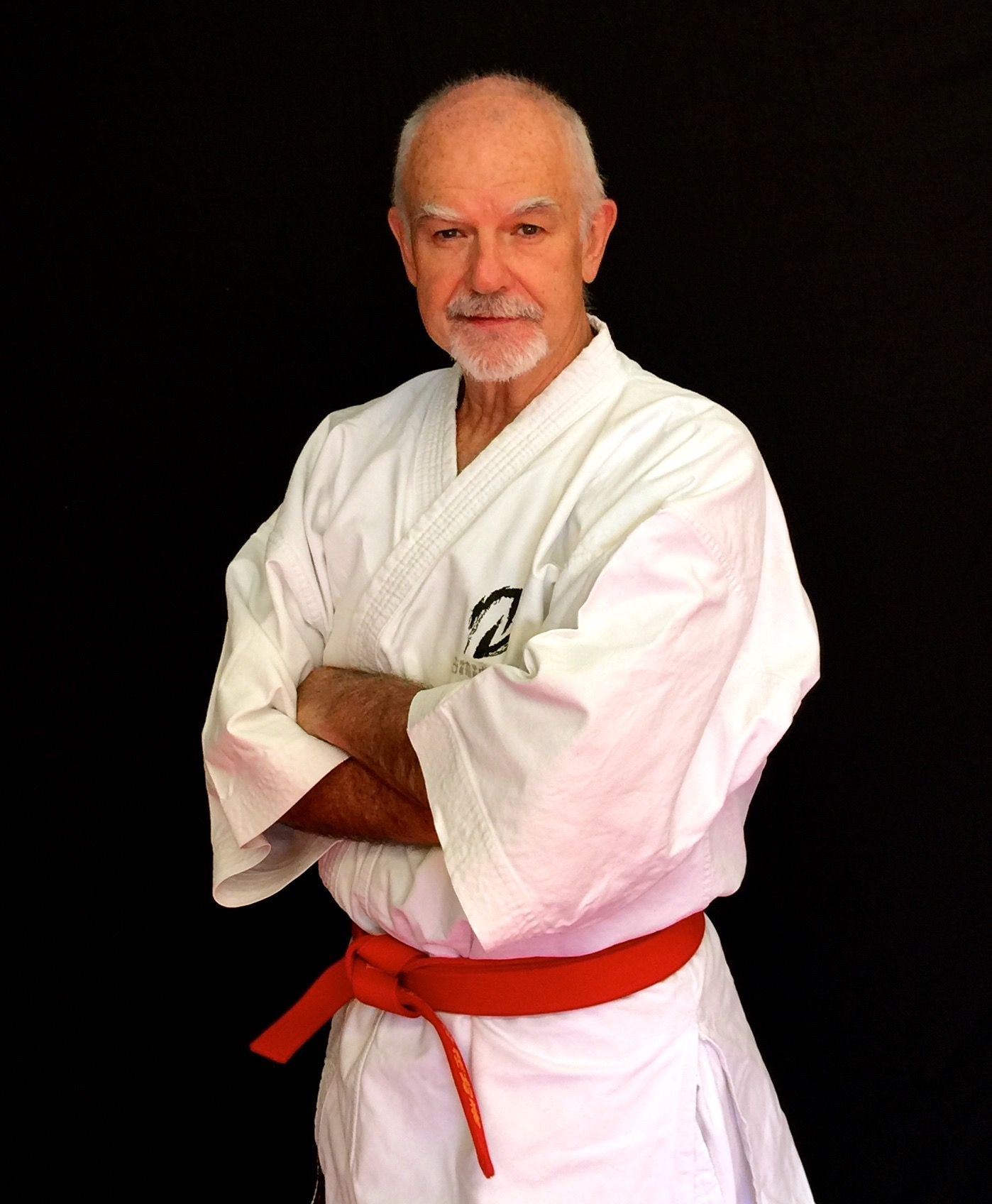
Patrick McCarthy Sensei

Koryū Uchinādi Kenpō-jutsu (古流ウチナーディ), tiếng Anh là Old Style Okinawan Karate, thường được gọi tắt là Koryū Uchinādi, là một môn phái karate hiện đại do đại sư karate người Úc là Patrick McCarthy sáng lập. Đặc trưng của môn phái này dựa trên các kết quả nghiên cứu nhiều năm của McCarthy về lịch sử của Karate Okinawa và nguồn gốc của nó từ võ thuật Trung Quốc, từ đó truy hồi về các kỹ thuật cổ truyền của Karate Okinawa trước khi bị ảnh hưởng bởi văn hóa Nhật Bản.